# Andrea da Grosseto

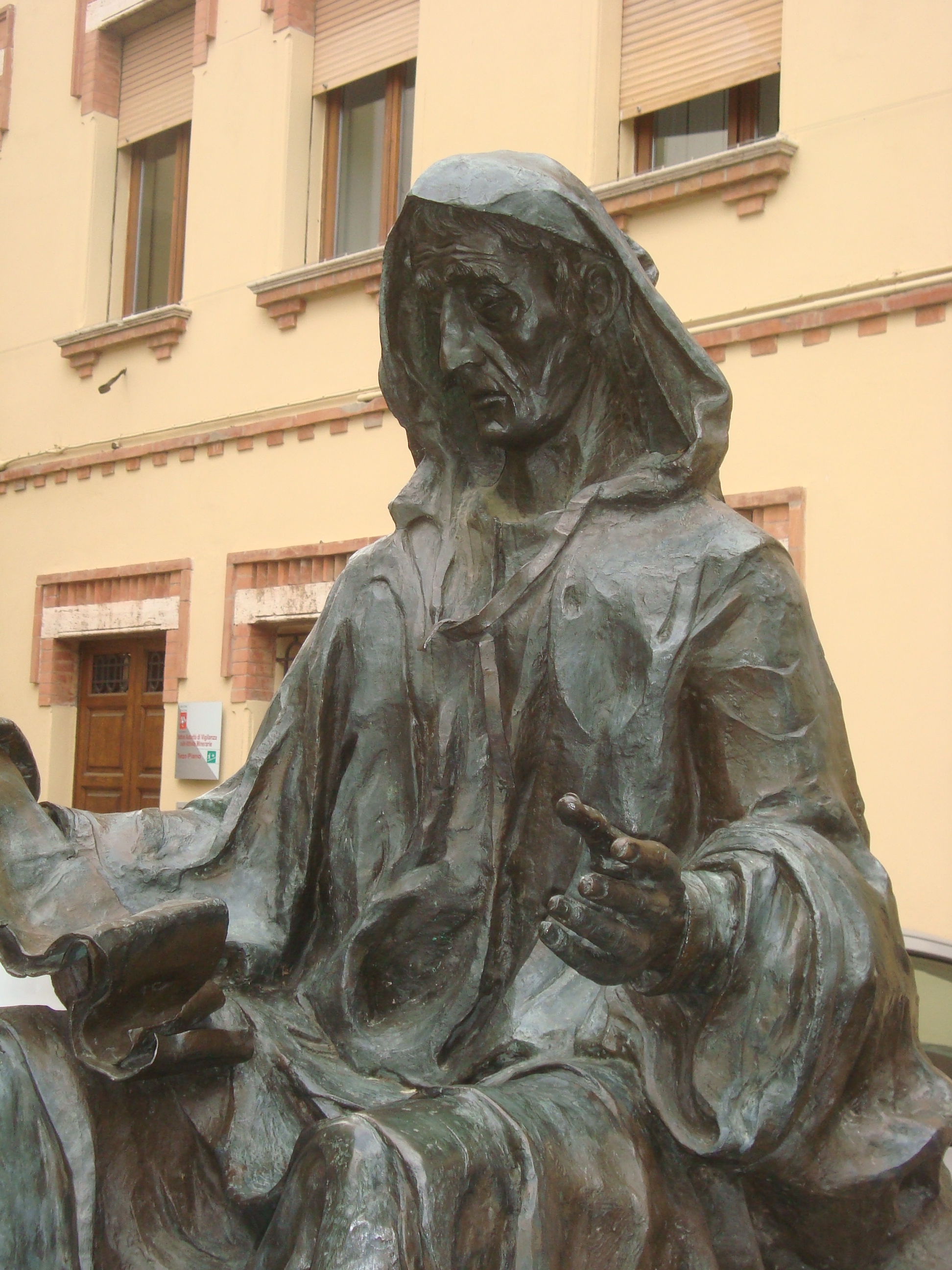
Statue von Andrea da Grosseto

Andrea da Grosseto (* 13. Jahrhundert in Grosseto; † unbekannt) war ein italienischer Übersetzer und Dichter. Er übersetzte die moralische Abhandlungen von Albertanus von Brescia vom Lateinischen ins Italienische, in Paris im Jahre 1268. Er gilt als der erste Schriftsteller in Italienisch.

## Werke
- Della consolazione e dei consigli (Liber Consolationis et Consilii).
- Dottrina del tacere e del parlare (Liber Doctrina Dicendi et Tacendi).
- Dell’amore e della dilezione di Dio e del prossimo e delle altre cose (Liber de Amore et Dilectione Dei et Proximi et Aliarum Rerum et de Forma Vitae).

## Bibliographie
- Dei Trattati morali di Albertano da Brescia, volgarizzamento inedito fatto nel 1268 da Andrea da Grosseto, Francesco Selmi, Bologna, Romagnoli, 1873.
- La prosa del Duecento, Cesare Segre und Mario Marti, Mailand-Neapel, Ricciardi, 1959.

| Personendaten    | Personendaten                        |
| ---------------- | ------------------------------------ |
| NAME             | Grosseto, Andrea da                  |
| KURZBESCHREIBUNG | italienischer Übersetzer und Dichter |
| GEBURTSDATUM     | 13. Jahrhundert                      |
| GEBURTSORT       | Grosseto                             |
| STERBEDATUM      | 13. Jahrhundert oder 14. Jahrhundert |